# آدیتی لاهیری
آدیتی لاهیری (انگلیسی: Aditi Lahiri؛ زادهٔ ۱۴ ژوئیهٔ ۱۹۵۲) زبان‌شناس، و استاد دانشگاه اهل هند است.